# Генрих Швейнфуртский
Генрих Швейнфуртский (нем. Heinrich von Schweinfurt; около 980 — 18 сентября 1017) — маркграф Нордгау в 994—1017 годах.

## Биография

### Правление
Сын маркграфа Бертольда Швейнфуртского, Генрих был одним из самых знатных и влиятельных франконских князей: имел обширные земли в Радензгау и Швайнфурте.
В 1002 году Генрих Швейнфуртский поддержал герцога Генриха Баварского из Саксонской династии в его споре за престол Германии против маркграфа Эккарда Мейсенского и герцога Германа Швабского. После избрания в июне 1002 года герцога баварского королём Германии, Генрих Швейнфуртский питал определённые надежды на титул герцога Баварии.
Новый король Генрих II, однако, не намеревался передавать герцогство маркграфу и объявил, что баварцы имеют право сами выбрать правителя. Посчитав себя обманутым, Генрих Швейнфуртский вместе со своим двоюродным братом Эрнстом Бабенбергом и братом короля Бруно поднял мятеж.
Несмотря на помощь, которую оказывал мятежникам князь польский Болеслав I Храбрый, король Генрих II вскоре совладал с мятежом в Нордгау и Франконии, и Генрих Швейнфуртский был заключён под стражу. После непродолжительного заключения в замке Гибихенштайн маркграф Генрих был в 1004 году помилован и скорее всего получил назад свой аллод в районе Швайнфурта и маркграфство, но лишился графств, расположенных между ними и придававшими его власти опасную концентрацию.

### Семья
Детьми Генриха от брака с Гербергой фон Хенненберг были:
- Оттон (род. ок. 995 — 28.09.1057), маркграф Швейнфурта и Нордгау; герцог Швабии (1048—1057)
- Эйлика (ум. 1055—1056), в 1020 году вышла замуж за Бернхарда II, герцога Саксонии
- Юдит (ок. 1003 — 2.08.1058), вышла замуж в первый раз (1021) за Бржетислава I, князя Чехии
- Бурхард (ум.1059), епископ Хальберштадта (1036—1059)